# 一節切

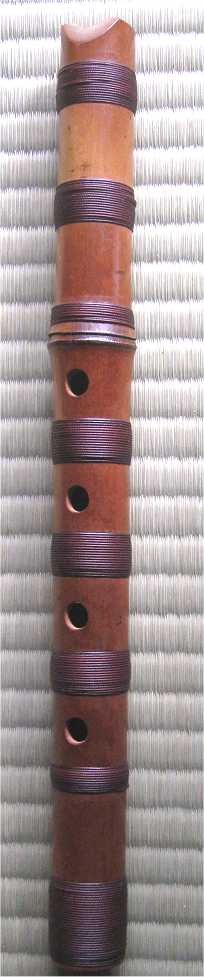
一節切

一節切（ひとよぎり）は、日本の伝統楽器。尺八の前身ともいわれる真竹製の縦笛で、節が一つだけあるのがその名前の由来である。

## 概要

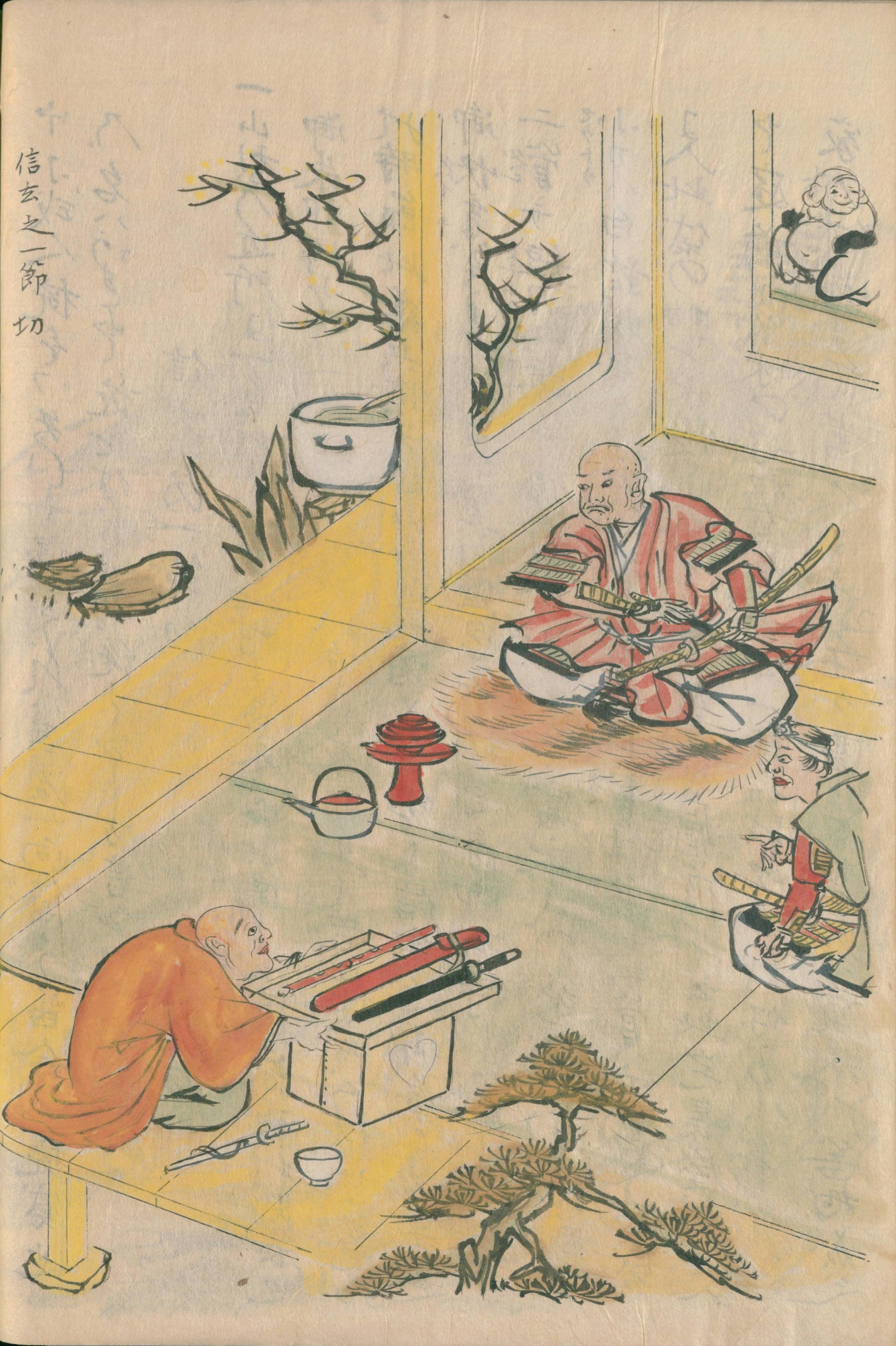
富永藤兵衛（手前）に一節切を与える武田信玄（奥）（「信玄之一節切」藤長庚編集『遠江古蹟圖會』1803年。国立国会図書館蔵）

尺八が竹の根本部分を用いるのに対し、一節切は幹の中間部を用いるため、尺八に比べて細径・薄肉である。全長は一尺一寸一分（約34cm）で、尺八と同じように、前面に四孔、裏側に一孔の計五つの手孔がある。音域は尺八よりも狭く、約1オクターヴ半ほどである。
前野良沢や一休宗純、雪舟、北条幻庵なども一節切の奏者として知られている。織田信長に仕えた大森宗勲も名手である。しかし、もともと武家や上流階級の風雅な嗜みとしての趣向が強く、一般市民には普及していなかったことや、より音域が広く音量の大きい普化尺八が普及したこともあって、江戸時代の始まりより徐々に廃れていった。現在、残された楽譜は存在するが、音価（音の長さ）の指定がなくどのような演奏だったのかを再現するのは難しく、専ら好事家の研究対象となっている。

## その他
最も有名な一節切としては、織田信長、豊臣秀吉、徳川家康の三英傑に受け継がれた『乃可勢（のかぜ）』という名笛がある。
薩摩には、『天吹（てんぷく）』と呼ばれる一節切に似た小型の縦笛が伝わっている。
2012年5月15日、テレビ東京の『開運!なんでも鑑定団』に安土桃山時代の一節切が登場し、150万円の鑑定額がついた。